# Lupinus excubitus
Lupinus excubitus är en ärtväxtart som beskrevs av Marcus Eugene Jones. Lupinus excubitus ingår i släktet lupiner, och familjen ärtväxter.

## Underarter
Arten delas in i följande underarter:
- L. e. austromontanus
- L. e. excubitus
- L. e. hallii
- L. e. medius

## Bildgalleri

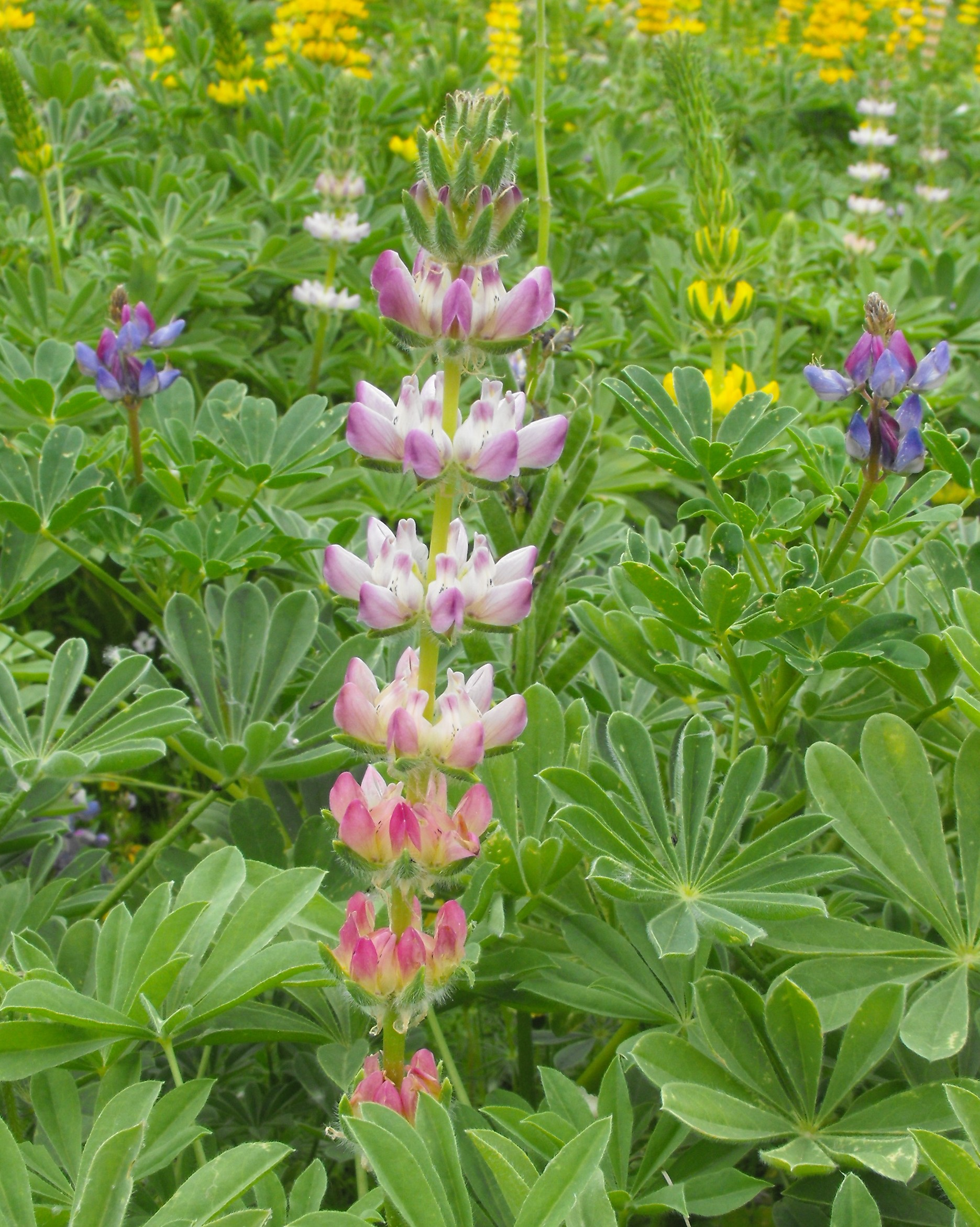
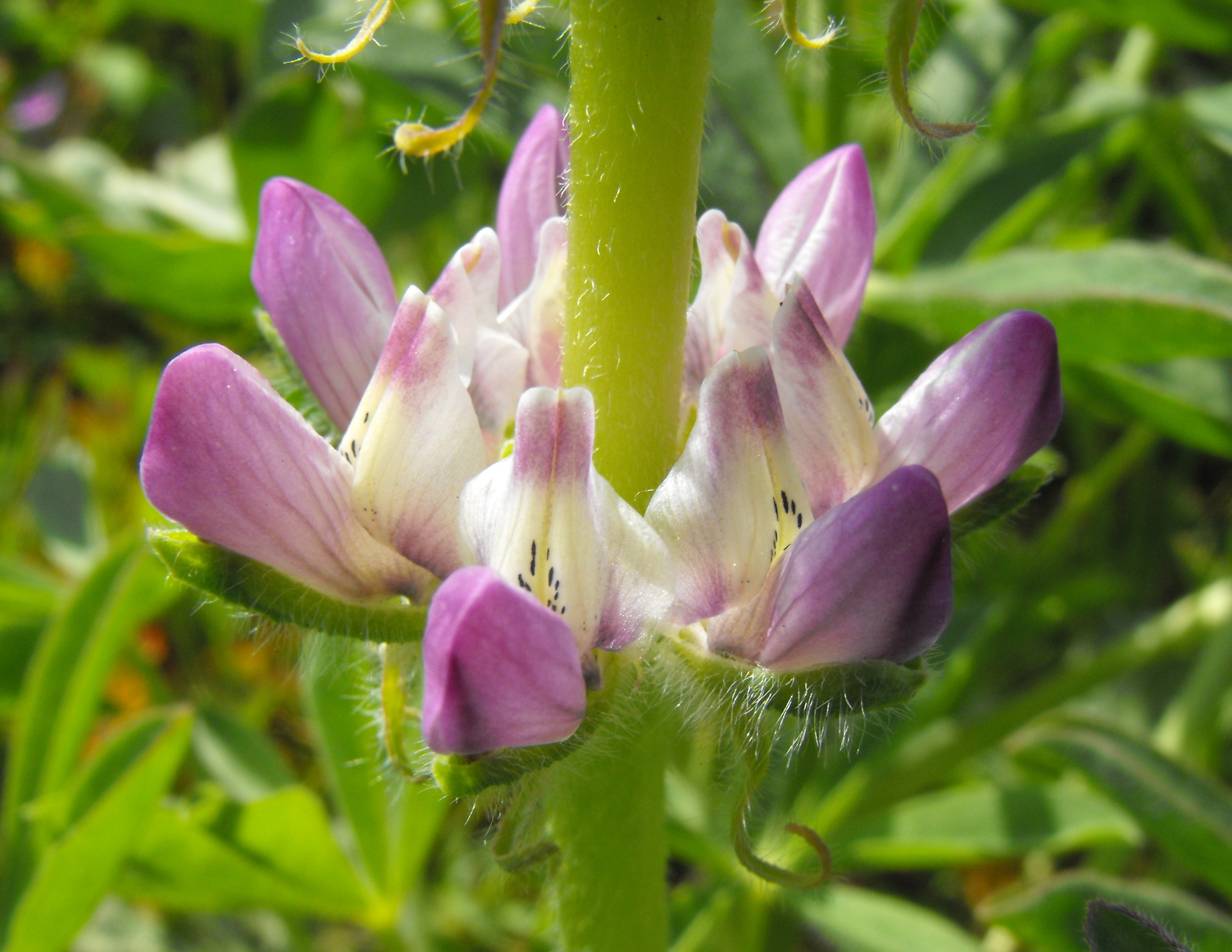